# Bernard Makuza

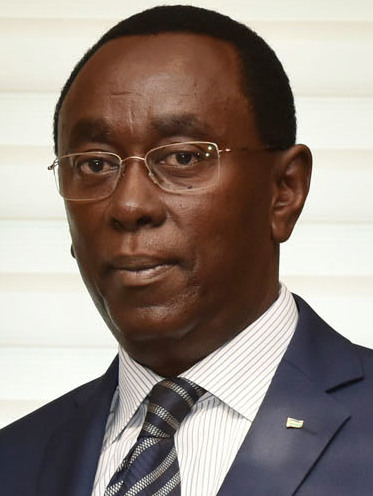

Bernard Makuza (1961) es un político ruandés, fue primer ministro de Ruanda. Ocupó el cargo desde el 8 de marzo de 2000 hasta el 7 de octubre de 2011. De la etnia hutu, Makuza era miembro del Movimiento Democrático Republicano cuando fue acusado de promover el genocidio en el país. Dejó de ser miembro del partido antes de ser elegido primer ministro, declarándose independiente.
Previamente a su nombramiento como primer ministro, fue embajador en Burundi y Alemania. Fue nombrado por el Presidente Pasteur Bizimungu después de la destitución del antiguo jefe de Gobierno Pierre-Célestin Rwigema, que había sido duramente criticado por la prensa ruandés y otros parlamentarios. En la última reorganización ministerial realizada por el presidente Paul Kagame, en marzo de 2008, Makuza fue confirmado en el cargo. En octubre de 2011 fue sustituido en su cargo por Pierre Habumuremyi.